# سعد شعبان
سعد أحمد شعبان (1 نوفمبر 1928 و توفي في 11 فبراير 2017 ) مهندس كهربائي مصري وطيار مدني وحربي. أحد رواد الصحافة العلمية وتبسيط العلوم. مدير مكتب رئيس الجمهورية 1981-1988.

## نشأته
ولد في 1 نوفمبر 1928 بمحافظة الإسكندرية. متزوج وله ابنان. حصل على بكالوريوس هندسة كهربية من جامعة الإسكندرية 1951، إجازة طياري الخطوط الجوية بمرتبة الشرف 1958، ماجستير الملاحة الجوية من الاتحاد السوفييتي بامتياز مع مرتبة الشرف 1960.

## أعماله
شغل وظيفة ضابط مهندسي أركان حرب بالقوات الجوية حتى رتبة لواء 1974، مدير مكتب نائب رئيس الجمهورية 1976-1988. عضو أكاديمية البحث العلمي والتكنولوجيا ، عضو اتحاد الطيارين الدولي بباريس، عضو اللجنة الفنية لشئون الفضاء الخارجي بوزارة البحث العلمي. محكم لنشر الثقافة العلمية بمنظمة اليونسكو بباريس.
رئيس تحرير مجلة الكلية الجوية ببلبيس ، رئيس تحرير سلسلة العلم والحياة بالهيئة العامة للكتاب، رئيس لجنة الثقافة الجوية والفضاء بنادي الطيران المصري، رئيس تحرير مجلة المهندسين بالقاهرة 1975-1988، المستشار العلمي لبرنامج عالم الفضاء والطيران بالإذاعة والتلفزيون.

## مؤلفاته
عن الفضاء: صواريخ العصر 1965، أعماق الكون 1967، الصواريخ في الحرب الحديثة 1971، الطريق إلى القمر 1971، الأقمار الصناعية وسفن الفضاء 1973، الملاحة الكونية 1975، سكاي لاب 1995، عصر الفضاء 1976، أسرار الفضاء 1988، عودة مكوك الفضاء 1989، الطريق إلى الكواكب 1990، ثقب في الفضاء 1992، نافذة على الفضاء 1993، الحياة في سفينة فضاء 1995، حدث في الفضاء 1997، الطريق إلى المريخ 1997، القمر المصري نايل سات 1998.
وعن الطيران: مساعدات الراديو الرادار (بالإنجليزية) 1953، المساعدات الملاحية 1959، أحدث الطائرات 1964، المغناطيسية في الطائرة 1967، دليل الطائرات العربية والمعادية 1967، تمييز الطائرات 1968، الطيران الأسرع من الصوت 1969، إنقاذ الطيارين 1971، نظم الملاحة الحديثة 1975.
وعن تبسيط العلوم: الكشاف الجوي 1961، الكشاف الجوي المتقدم 1963، طرائف علمية 1968، السندباد الجوي 1972، وليد على القمر 1977، كيف يعمل الصاروخ 1978، العلم في فنجان 1984، أسرار العلم 1987، لعنة الثلوث 1988، كنوز العلم 1994.
وعن حرب أكتوبر: دور القوات الجوية في حرب 73 1974، مصر بعد العبور (مع آخرين) 1975.

## الأوسمة
حصل على جائزة تقدير بول تساندييه من اتحاد الطيران الدولي بباريس 1977، وسام الاستحقاق من المنظمة العالمية للثقافة الجوية بواشنطن 1985، جائزة الدولة التشجيعية في تبسيط العلوم 1986، جائزة كالينغا لتبسيط العلوم من منظمة اليونسكو سنة 1989.